# August Mentz
August Mentz (født 5. december 1867 i Gilleleje, død 5. november 1944 i København) var en dansk botaniker, tørvegravnings-og moseopdyrkningsekspert og naturfredningspionér.
Mentz blev student fra Borgerdydskolen i København 1887 og var lærer ved skolen 1889-99. Han studerede derefter botanik ved Københavns Universitet under professor Eugen Warming, hvis forelæsninger havde fanget hans interesse. Han vandt 1893 universitetets guldmedalje for en prisopgave og blev året efter mag.scient. Som mange andre Warming-elever fik Mentz tildelt en arktisk plantefamilie – Revlingfamilien – hvis blad- og blomstermorfologi han skulle beskrive (Mentz 1909). Mentz var dog overvejende interesseret i økonomisk og teknisk botanik og mest af alt i moser. Han var ansat i Det danske Hedeselskab fra 1899 til 1923. I 1912 forsvarede han sin doktordisputats om danske mosers vegetation. Han blev samme år leder af Hedeselskabets moseindustrielle afdeling . I 1923 blev han udnævnt til professor i botanik ved den Kongelige Veterinær- og Landbohøjskole, hvor han blev til sin pensionering i 1938.
August Mentz var medlem af Udvalget for Naturfredning. I 1909 udgav dette udvalg en bog, skrevet af Mentz, med titlen "Naturfredning – særlig i Danmark". Heri plæderede han for at sikre de naturvidenskabelige forskere studieobjekter i form af fredning af enkelte udvalgte eksempler på hver naturtype, og så i øvrigt overlade resten til landbruget til opdyrkning. Jeppe Aakjær leverede i sin anmeldelse af bogen i Politiken et voldsomt angreb på dens grundlæggende nyttesyn i almindelighed og på dens knæfald for Hedeselskabet i særdeleshed (Hansen 2008). Mentz videreudviklede senere sit synpunkt i den ekstremt fredningskritiske Poul Henningsens tidskrift Kritisk Revy (Mentz 1928). Mentz’ synspunkt var fortsat at fredning var til for naturens udforskning. Offentlighedens adgang havde han ikke noget imod, men den havde bare ikke noget med naturfredning at gøre.
Mentz var formand for Naturfredningsrådet (1925-1944). Han var samtidigt medlem af Hedeselskabets repræsentantskab fra 1924 til sin død (Skrubbeltrang 1966). Denne dobbeltrolle har gjort at Mentz er blevet kaldt ”Hedeselskabets trojanske hest” i naturfredningsvennernes lejr. Mentz lagde imidlertid aldrig skjul på sit grundsynspunkt – at nyttehensynet generelt stod over beskyttelseshensynet. Imod dette synspunkt stod en anden fløj, med ferskvandsbiologen Carl Wesenberg-Lund i spidsen.
Politisk var Mentz liberalist. Han var medstifter af foreningen Den personlige Friheds Værn 1918 i Viborg, dens formand fra 1926. Denne forenings formål var at bekæmpe indførelsen af et truende totalforbud mod alkohol i Danmark og i stedet fremme ædrueligheden blandt befolkningen gennem oplysning. Folkene bag foreningsdannelsen var hovedsageligt Viborg] bys bedre borgerskab.
Han blev Ridder af Dannebrog 1928 og Dannebrogsmand 1938. En tegning af Otto C. Christensen var hos Den personlige Friheds Værn.

## Udvalgte publikationer
- Mentz, Aug. (1892) Levninger af en Lerstrands-vegetation, fundne i Nærheden af den store Vildmose. Botanisk Tidsskrift 18 (2).
- Mentz, A. (1900) Botaniske Iagttagelser fra Ringkøbing Fjord. I: S.H.A. Rambusch, N. Hartz, Th. Mortensen, A. Mentz: "Studier over Ringkøbing Fjord", Det Nordiske Forlag, København. 215 s.
- Mentz, A. & Ostenfeld, C.H. (1901-1907) Billeder af Nordens Flora. København : G. E. C. Gads Forlag. Bind 1, Tavle 1-268, bind 2, Tavle 269-519, bind 3, Tekst 471 s. 2. udgave 1917-1923. Hertil tillægsbind: Bind 4, Tavle 520-663.
- Mentz, A. (1902) Danske Græsser og græsagtige Planter – Populær Vejledning. Anden Udgave 1935. Gyldendal, København.
- Mentz, A. (1902) Om Skals-Aa-Dalens Humusarealer og deres Vegetation (Foreløbig Meddelelse). Botanisk Tidsskrift bd. 24.
- Mentz, A. (1903) Engene ved Skals Aas Udløb. Botanisk Tidsskrift bd. 25.
- Mentz, A. (1906) Marsken ved Ribe: I Anledning af Spørgsmaalet om Opførelsen af et Havdige. Hedeselskabets Tidsskrift.
- Mentz, A. & Ostenfeld, C.H. (1906) Planteverdenen i Menneskets Tjeneste. Gyldendalske Boghandel Nordisk Forlag, København. 382 s.
- Westh, Th. Claudi, Mentz, A. & Helms J.N.A. (1907) Hesselvig Enggaard. Det danske Hedeselskab, Viborg.
- Mentz, A. (1909) The structure and biology of Arctic flowering plants (ed. E. Warming. Empetraceae. Empetrum nigrum. Meddelelser om Grønland 36: 155-167.
- Mentz, A. (1909) Naturfredning – særlig i Danmark. Udvalget for Naturfredning og Gyldendalske Boghandel Nordisk Forlag, København. 63 s.
- Mentz, A. (1910) De vigtigste Typer af Moser og Enge i Danmark. Folkebladets Bogtrykkeri, Viborg.
- Mentz, A. (1911) Rødgranens Vækstforhold paa den jydske Hede. Nordisk Tidsskrift 1911.
- Mentz, A. (1912) Studier over danske Mosers recente Vegetation. Gyldendalske Boghandel, København. 287 s. Doktordisputats (Københavns Universitet).
- Christensen, H.R., Mentz, A. & Overgaard, N. (1912) Undersøgelser over Moseforsøgsarealerne under Statens Forsøgsstationer ved Studsgaard og Tylstrup. Tidsskrift for Landbrugets Planteavl bd. 19.
- Mentz, A. (1912) Betænkning angaaende Indflydelsen paa Vegetationsforholdene af et nyt Udløb fra Ringkøbing Fjord. Rigsdagstidende – Tillæg B, 1911/12: Spalte 3167-3178.
- Mentz, A. (1913) Om Anvendelse af Gul Fladbælg (Lathyrus pratensis) til Græsarealer paa

Højmose. Hedeselskabets Tidsskrift bd. 23.
- Mentz, A. (1915) Beskrivelse af Vegetationsforholdene paa de lave Arealer omkring Ringkøbing og Stadil Fjorde. Det danske Hedeselskabs Mose- og Engvæsen, København. 24 s.
- Westh, Th. Claudi & Mentz, A. (1914) Forsøg med forskellige Kalkningsmidler og Kalkmængder paa Højmose. Tidsskrift for Planteavl bd. 21.
- Basse, Niels & Mentz, A. (1922) Frøblandingsforsøg paa Mosejord med særligt Henblik paa Forholdet mellem faa-aarige og varigere Plantearter. Hedeselskabets Tidsskrift 1922.
- Basse, Niels & Mentz, A. (1922) Gødningsforsøg paa Lavmose i Nørreaa-Dalen. Hedeselskabets Tidsskrift 1922.
- Mentz, A. (1928) Naturen og Forskeren. Kritisk Revy, Hefte 3: 27-32.
- Jessen, Knud og Aug. Mentz (1937-1940): Vilde Planter i Norden. Anden (1949-51) og tredje udgave (1957-1959) ved Knud Jessen og Kai Gram. Fire bind om karplanter. I 1951 suppleret med et bind om sporeplanter ved Paul Gelting, C.A. Jørgensen og Mogens Køie. G.E.C. Gad, København.
- Gram, K., Jensen, Hj. & Mentz, A. (1937) Nytteplanter. Gyldendal, København. 504 s.